# 努基·強森的組織
努基·強森的組織（英語：Nucky Johnson's Organization）是一個在禁酒時期位於新澤西州大西洋城掌權的政治機器。它的老大伊努·「努基」·強森，協調其組織的非法私酒、賭博、敲詐勒索和賣淫活動。

## 早期歷史
在德裔美國政治老大路易斯·「準將」·庫爾勒和愛爾蘭裔美國財務主管努基·強森的崛起之前，大西洋城的政府由一個三人小組管理，包括：大西洋縣書記劉易斯·P·斯科特（Lewis P. Scott）（1854年-1907年）和國會議員約翰·J·加德納（1845年-1921年），以及梅斯蘭丁縣治安官和大西洋城代理執行官的史密斯·E·強森（Smith E. Johnson）。

## 新政權
在1911年庫爾勒被定罪後，史密斯·強森的兒子成為了該組織的老大。在他兒子的新政權下，該組織在未來30年變得比以往更成功。

### 努基的樂園與禁酒令
史密斯·強森的兒子伊努·路易斯·「努基」·強森出生於1883年。他的父親是大西洋城的縣治安官期間，努基則在1905年成為代理治安官。年輕的強森最終在1908年當選為縣治安官。1909年，他成為最有勢力的大西洋縣共和黨執行委員會的秘書。在1911年庫爾勒在貪污指控上被定罪後，年輕的強森成為組織的老大。
強森還擔任了其他幾個職位，包括：大西洋縣財務主管（1914年-1941年）、縣稅務員、週報出版商、銀行董事、建築與貸款公司的總裁和費城啤酒廠的董事。
強森被認為是一個穿著很好和很少說不的好人。他穿著量身定做的西服，擁有麗思卡爾頓酒店的整層九樓，以及他擁有一輛有司機駕駛的1920年淺藍色勞斯萊斯銀鬼，這是他的標誌性車輛。眾所周知，當努基繁榮時，每個人都在他的組織和城市中繁榮昌盛。強森曾經解釋過「當我生活得很好時，每個人都會生活得很好。」強森被形容為「用一柄天鵝絨錘子」來管理他的犯罪政治帝國。
當禁酒令於1920年1月在大西洋城生效時，強森和他的組織直入走私私酒生意。他與幾個另外知名的私酒販結盟，包括：阿諾·羅斯汀（紐約的猶太黑幫老大）、查理·盧西安諾（馬塞里亞犯罪家族的副頭目）、強尼·托里奧（芝加哥南邊幫老大）和本傑明·西格爾（畢斯與邁爾幫的老大）。
努基還幫助共和黨建築承包商愛德華·L·巴德在1920年當選為市長。透過Bader的建築生意，他在1929年建造了大西洋城會議廳。
強森和盧西安諾在1920年代中期到後期開始組成七大集團。該集團本應幫助解決私酒爭執，並且在1930年代作為全國犯罪集團的前身。強森於這個時候在麗思酒店遇到一個叫做吉米·博伊德的服務生，兩人瞬間便喜歡對方。強森開始培養博伊德成為他組織的下一個老大，不久，博伊德便是努基的最高執行者和得力助手，並控制了大西洋城中的所有妓院、賭場、地下酒吧和彩票勾當。

### 大西洋城會議
1929年5月13日至5月16日，強森在濱海大道的麗思卡爾頓酒店（Ritz-Carlton）和大使酒店主持大西洋城會議。他提供住宿，並保證不會有警察干涉（因為他的哥哥阿佛烈·強森（Alfred Johnson）在當時是大西洋城的治安官）。
設想這次會議的領導人是：美國黑手黨馬塞里亞犯罪家族副頭目查理·盧西安諾和芝加哥南邊幫的前老大強尼·托里奧。邁爾·蘭斯基和本傑明·西格爾（畢斯與邁爾幫的老大）擔任會議的打手和保安。代表團成員包括幾個著名的猶太和意大利黑幫，包括：艾爾方斯·「疤面」·卡彭（芝加哥犯罪集團的老大）——與吉娜兄弟對抗狄恩·歐班寧的北邊幫——，法蘭克·卡斯特羅和喬·阿多尼斯（馬塞里亞犯罪家族的副頭目），馬克斯·賀芙（費城猶太黑幫老大）、Abe Bernstein（紫色幫老大）、卡羅·甘比諾（達奎拉犯罪家族的副頭目）和加塔諾·盧切斯（盧凱塞犯罪家族的副頭目）。
強森的執法官吉米·博伊德從來未被任何人提到參加這次大會，但是由於博伊德是努基的得力助手和組織中的重要人物，他很可能是在那裡協助組織做決定。
在1930年代末和1940年代初期間，聯邦調查局（FBI）特別探員威廉·法蘭克（William Frank）和他的探員小隊調查強森和他的組織活動，但無法成功。

### 法蘭克·法利
在1941年，強森被判逃稅罪，並被送入聯邦監獄10年，以及罰款$20,000。根據他的判決，新澤西參議員法蘭克·「哈普」·法利接管了組織。

## 電視劇作品
強森的組織出現在整個HBO電視劇《酒私風雲》裏，但被命名為「努基·湯普森的組織」，因為他的名字努基·湯普森，代替了努基·強森。這個虛構組織的許多成員是基於真正努基的組織，例如愛德華·L·巴德、Frank Hague、Louis "Commodore" Kaestner（基於路易斯·「準將」·庫爾勒）、吉米·達摩狄（基於詹姆斯·H·博伊德）和Eddie Kessler（基於強森的德國男僕Louis Kessel）。
在電視劇中，該組織是華倫汀·納西斯（基於卡斯柏·荷爾斯泰因）、吉普·羅賽迪、查理·盧西安諾、邁爾·蘭斯基、本傑明·西格爾、喬治·雷穆斯、D'Alessio兄弟幫的正式對手，以及是阿諾·羅斯汀與喬·馬塞里亞的非正式對手。該組織與艾爾·卡彭、強尼·托里奧、雷夫·卡彭、法蘭克·卡彭、阿諾·羅斯汀和薩爾瓦托雷·馬蘭扎諾結盟。

## 已知成員列表
這是該組織的歷史中已知成員的列表：

### 行政

#### 老大
- 1870年代-1890年代（三人管理小組）——約翰·J·加德納（英语：John J. Gardner）、劉易斯·P·斯科特（Lewis P. Scott）和史密斯·E·強森（Smith E. Johnson）——庫爾勒在1890年代末期成為老大。
- 路易斯·「準將」·庫爾勒：1890年代-1911年——組織的創辦人；1857年出生；1934年去世（76歲）。
- 伊努·「努基」·強森：1911年-1941年——組織的第二領導人；大西洋城財務主管（英语：Treasurer）；1883年出生；1968年去世（85歲）。
- 法蘭克·「哈普」·法利：1941年-1970年代——組織的最後領導人；新澤西州參議員；1901年出生；1977年去世（75歲）。

#### 助理官員
- 史密斯·E·強森：1890年代-1910年代——大西洋城代理執行官；強森的父親；出生日期不詳；去世日期不詳。
- 伊努·「努基」·強森：1900年代-1911年——大西洋城代理執行官；1909年成為老大；1883年出生；1968年去世（85歲）。
- 詹姆斯·「吉米」·博伊德：1920年代-1970年代——第四選區老大（英语：Political boss）；努基和法利的最高執法者（英语：Mob enforcer）；1906年出生；1974年去世（67歲）。
- Herman "Stumpy" Orman：1920年代-1970年代——博伊德的伙伴；詐騙販（英语：Racket (crime)）和保護費收集者；出生日期不詳；去世日期不詳。
- Alfred Higabee "Alf" Johnson：1910年代-1940年代中期——大西洋縣治安官（英语：Atlantic County Sheriff's Office）；努基·強森的哥哥；1878年出生；1958年去世（80歲）。

### 其他成員

#### 較低級
- 保羅·「瘦皮猴」·達馬托（英语：Paul D'Amato）：1920年代-1970年代——非法賭場（英语：Gaming law）老闆；芝加哥犯罪集團和新奥爾良犯罪家族（英语：New Orleans crime family）合夥人；1908年出生；1984年去世（75歲）。
- John Martino：1920年代-1940年代——1910年出生；1975去世（65歲）。
- Fred Masucci：1930年代-1950年代——出生日期不詳；去世日期不詳。
- Ben Rubenstein：1930年代-1950年代——出生日期不詳；去世日期不詳。
- Harold Scheper：1920年代-1950年代——出生日期不詳；去世日期不詳。
- Harry "Cherry" Haggerty：1930年代-1960年代——出生日期不詳；去世日期不詳。
- Francis B. Gribbin：19?-1940年代——出生日期不詳；去世日期不詳。
- Jack Portock：19?-1940年代——出生日期不詳；去世日期不詳。
- Frederick J. Warlich：1919年-1996年——出生日期不詳；去世日期不詳。
- Francis L. Smith：19?-1951年——出生日期不詳；去世日期不詳。
- Joseph McBeth：19?-1950年代——出生日期不詳；去世日期不詳。
- Lester Burdick：19?-1950年代——出生日期不詳；去世日期不詳。
- Louis Kessel：?-1941年——出生日期不詳；去世日期不詳。

#### 合夥人
- 法蘭克·赫格（英语：Frank Hague）：1916年-1950年代——1876年出生；1956去世（79歲）。
- 哈里·M·多赫蒂：?-1941年——1860年出生；1941去世（81歲）。
- 阿諾·羅斯汀：1920年-1928年——1882年出生；1928去世（46歲）。
- 查理·盧西安諾：1920年-1940年代——1897年出生；1962去世（64歲）。
- 強尼·托里奧：1910年代-1940年代——1882年出生；1957去世（75歲）。
- 邁爾·蘭斯基：1920年代-1950年代——1902年出生；1983去世（80歲）。
- 本傑明·西格爾：1920年代-1947年——1906年出生；1947去世（41歲）。